# Fryšava pod Žákovou horou
Fryšava pod Žákovou horou (in tedesco Frischau) è un comune ceco situato nel distretto di Žďár nad Sázavou, nella regione di Vysočina.